# Sonsorol
Ne doit pas être confondu avec Sorol.

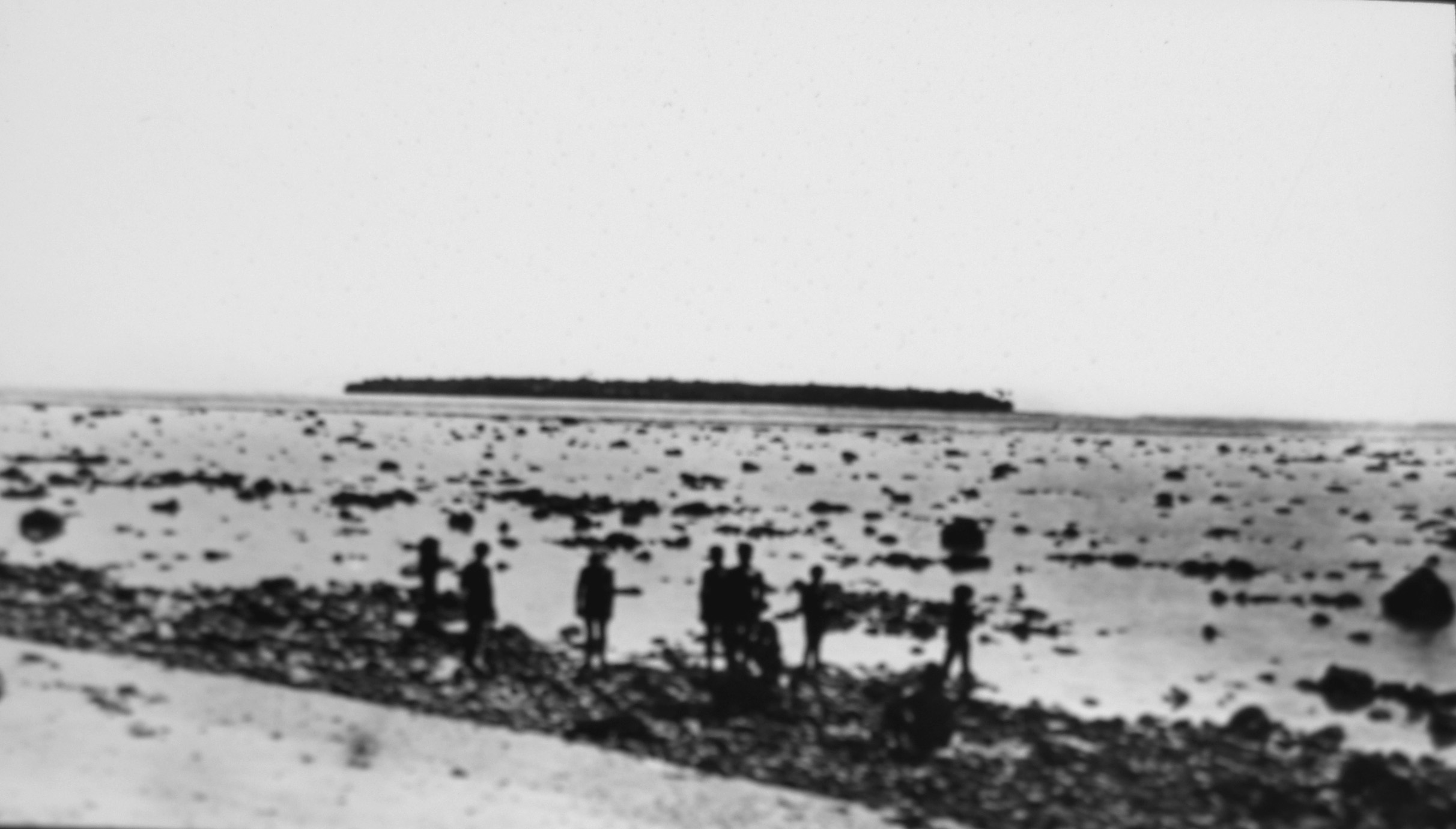
Un groupe de Sonsorolais, devant le récif à marée basse et l'île de Fanna au loin. Photo prise durant l'expédition Thilenius (1908-1910).

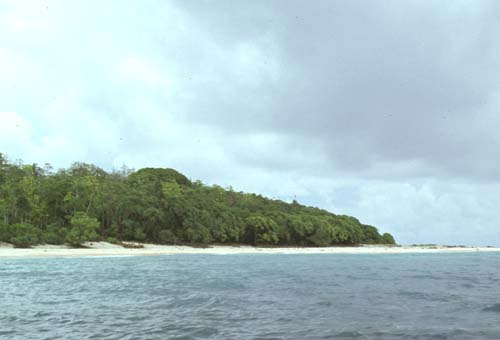
Vue de la pointe sud de l'île de Sonsorol/Dongosaro, où se trouve la capitale.

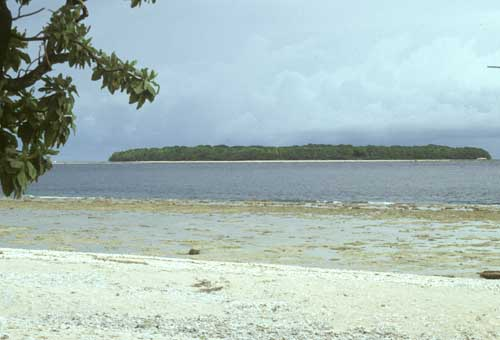
Vue de l'île inhabitée de Fanna depuis Sonsorol.

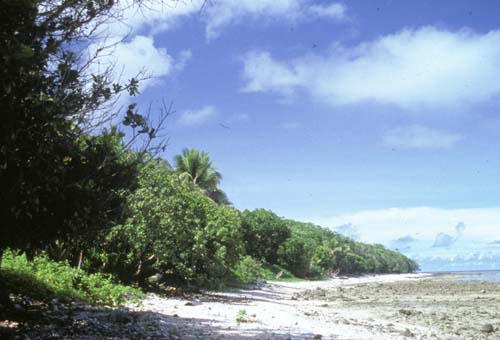
Vue de la côte ouest de Merir.

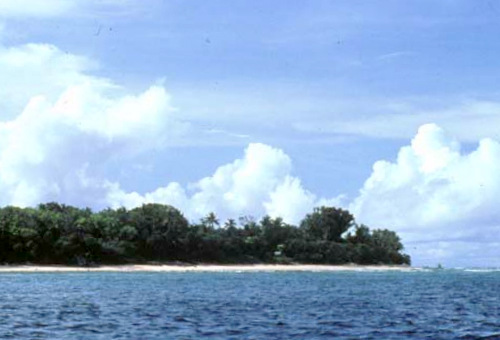
Pulo Anna depuis le large.

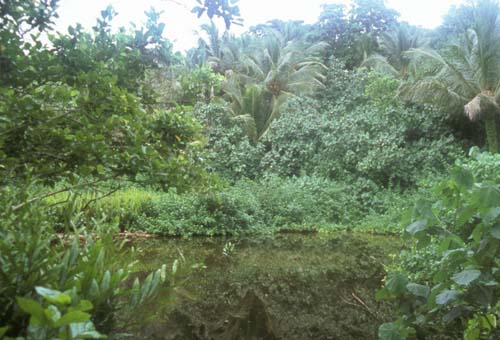
Lac et marécage sur Pulo Anna.

Sonsorol est un des seize États qui forment les Palaos en Océanie.

## Géographie

### Géographie physique
L'État de Sonsorol regroupe quatre îles qui sont du nord au sud : Fanna, Dongosaro, Puro et Melieli. Les deux premières se situent en mer des Philippines, les deux autres dans l'océan Pacifique. Avec les îles de l'État de Hatohobei, elles forment les îles du sud-ouest des Palaos.

### Géographie administrative
Sonsorol est subdivisé en quatre municipalités, chacune correspondant à l'une des îles et possédant, à l'exception de Fanna qui est actuellement inhabitée, un village. Le centre administratif de l'État est situé dans le village de Dongosaro, sur l'île du même nom.
| Île              | Municipalité/Autre nom de la municipalité | Superficie (km2) | Population (2003) | Coordonnées                  |
| ---------------- | ----------------------------------------- | ---------------- | ----------------- | ---------------------------- |
| Fanna            | Fanna                                     | 0,54             | 0                 | 5° 21′ 09″ N, 132° 13′ 32″ E |
| Dongosaro        | Dongosaro/Sonsorol                        | 1,36             | 37                | 5° 19′ 28″ N, 132° 13′ 16″ E |
| Puro             | Pulo Anna/Puro                            | 0,5              | 19                | 4° 39′ 34″ N, 131° 57′ 49″ E |
| Melieli          | Merir/Melieli                             | 0,9              | 2                 | 4° 19′ 27″ N, 132° 18′ 37″ E |
| État de Sonsorol | Dongosaro                                 | 3,30             | 58 (2015 : 40)    | -                            |

## Histoire

### Avant l'arrivée des Européens
Selon le gouvernement de l’État de Sonsorol, les îles sont habitées depuis au moins 500 ans. Les légendes des habitants racontent que les premiers colons seraient venus du nord-est, des îles Yap. Cependant, cette origine reste incertaines et selon certains Anciens, ils venaient de Mogpog, de l'archipel Woleai ou des îles de l'atoll d'Ulithi. Patricio Mohitsho, un Tobien, raconte la légende selon laquelle des habitants de Woleail seraient venus sur l'île de Dongosaro et auraient tué ses habitants paluans pour s'y installer. Toujours selon Mohitsho, l'île de Melieli aurait été découverte par Souhopit, son premier roi et frère de Ramoparuhe, découvreuse de l'île de Tobi. Enfin, il cite également que l'île du Puro avait un dieu nommé Martaifur.

### Découverte et visites par les Européens
Les premiers Européens à rencontrer des Sonsorolais de Sonsorol et Fanna furent membres de l'équipage du navire espagnol Trinidad, alors commandé par Gonzalo Gómez de Espinosa, le 6 mai 1522,. Ces deux îles furent répertoriées sous le nom collectif des îles San Juan car elles ont été aperçues le jour de la Saint-Jean.
Une expédition de missionnaires espagnols mené par le Sargento Mayor Francisco Padilla est arrivé à Sonsorol le 30 novembre 1710, en provenance de Manille à bord du patache Santísima Trinidad.
En 1712, les îles furent explorées par une expédition commandée par l'officier de la marine espagnole Bernardo de Egoy.
Le 12 octobre et le 13 octobre 1767, le HMS Swallow, mené par le capitaine Philip Cartaret, aperçoit les îles de Puro et de Dongosaro.
En 1784, le navire London du capitaine Easterbrook vit Sonsorol.

### XIXesiècle
Au début du XIXe siècle, un recensement mené par l'Allemagne a compté plus de 300 habitants sur les îles de Pulo Anna et de Sonsorol.

### XXesiècle

#### Période allemande (1901-1914)
En 1900, les îles de Dongosaro (et donc également Fanna), de Puro et Melieli sont saisies par le gouverneur Rudolf von Bennigsen, à bord du Stephan, pour l'Allemagne après un ordre du ministère des Affaires étrangères.
Entre 1908 et 1910, l'île est visitée par l'expédition Thilenius.

#### Période japonaise (1914-1945)
À la fin de la Seconde Guerre mondiale, un navire américain se rendit dans les îles du sud-ouest des Palaos et découvrit que des forces japonaises y étaient encore présentes, dont 639 hommes sur Dongosaro et 261 sur Melieli. Celles-ci n'étaient pas au courant de la fin des hostilités. Finalement, leur reddition fut signée le 6 octobre 1945 sur l’USS Carroll et ils furent évacué les 21 et 29 octobre par les navires Sakawa et Etorofu,.

#### Période américaine (1945-1978/1994)
En 1945, les Américains déplacèrent les 20 habitants de Melieli vers Sonsorol, où ils vinrent s'ajouter au 156 habitants déjà présents sur l'île.

#### Indépendance (1978-1994)
Le 10 octobre 1983, la Convention constitutionnelle adopte un projet de Constitution. Approuvée par référendum, la constitution est entrée en vigueur le 1er mai 1994. La première élection générale de l’État s'est déroulée le 29 février 1984.

### Depuis les années 2000
En décembre 2012, l’État a été frappé par le typhon Bopha et les habitants furent évacué vers Akebesang à Koror. Il y avait alors 37 personnes de Sonsorol, 19 de Pulo Anna et 2 de Merir. Deux mois plus tard, et du fait d'une décision gouvernementale, seul Sonsorol fut ré-habité (moins cher et plus proche afin d'obtenir et d'envoyer des ressources). 42 personnes sont retournées sur l'île, qui est, depuis 2014, la seule île habitée de l’État.
En juin 2014, une grande barge s'est échoué sur l'île de Sonsorol. Le 10 juillet, alors que le gouverneur se rendait sur l'île avec des représentants du Bureau de protection de la qualité environnementale et de la division de droit maritime pour évaluer les dégâts, 19 pêcheurs philippins furent secourus par leurs équipes à la suite d'un problème de moteur qui les faisait dériver. En octobre 2014, le gouvernement sonsorolais indique que la barge en question provenait d'Indonésie et avait dérivé jusqu'à l'île. L’État de Sonsorol a alors engagé une procédure contre les propriétaires de la barge visant à compenser les dommages environnementaux causées par celle-ci. En effet, elle s'est échouée près d'une zone de nidification pour les oiseaux migratoires, où se trouve également des requins et des tortues marines. La barge aurait également causé des dommages sur le corail.

## Politique
L’exécutif est confié à un gouverneur, assisté d'un lieutenant-gouverneur. Le gouverneur est, depuis avril 2016, Laura I. Miles. En 2008, le gouverneur Damien Albis avait proposé la suppression de la fonction de lieutenant-gouverneur afin de simplifier la structure du gouvernement.
Le pouvoir législatif est incarné par la Législature de Sonsorol, appelée Fani Hahori Fanau en sonsorolais. Elle est composée de 9 membres, dont deux issus d'une circonscription couvrant l’État dans sa totalité. La législature actuelle est la 9e législature.
L’État compte également un Conseil des chefs, composés des principaux chefs des îles de l’État de Sonsorol.
Le système judiciaire est commun à celui de la république des Palaos.

## Populations et sociétés

### Démographie

#### Évolution de la population
| 1925 | 1930 | 1935 | 1945     | 1946 | 1947 | 1958 | 1967 | 1970 |
| ---- | ---- | ---- | -------- | ---- | ---- | ---- | ---- | ---- |
| 216  | 220  | 200  | env. 176 | 145  | 151  | 95   | 73   | 62   |

| 1973 | 1980 | 1986 | 1990 | 1995 | 2000 | 2003 | 2005 | 2012 |
| ---- | ---- | ---- | ---- | ---- | ---- | ---- | ---- | ---- |
| 88   | 79   | 42   | 61   | 80   | 39   | 58   | 100  | 6    |

| 2014 | 2015 | - | - | - | - | - | - | - |
| ---- | ---- | - | - | - | - | - | - | - |
| 42   | 40   | - | - | - | - | - | - | - |

#### Habitations
Les quatre habitations des habitants de l’État de Sonsorol recensé en 2012 étaient toutes faites de métal, bois et d'autres matériaux. Aucune n'était en béton, à l'exception d'une dont les fondations étaient dans ce matériau. Aucune n'avait accès à l'eau courante. Trois seulement avait un accès aux égouts publics et ce depuis l'extérieur du domicile. De même, aucune des maisons occupées n'avaient accès à l'électricité ou à internet.

### Éducation
L’État compte deux écoles primaires. L'école de Dongosaro a été fondée en 1972 et compte 13 étudiants réunis en une classe (le professeur enseigne à tous les âges). Il y a également une bibliothèque et quelques instruments. L'école a un cuisinier. Pulo Anna a également une école, fondée en 1972. Elle compte 5 élèves en 2017, un professeur et un cuisinier.

### Cultes
L’État compte une église, l'église Santa Maria Pillar.
En 2005, 94 % de la population était catholique et les 6 % restant sont adventistes.

### Transport
Le transport vers Sonsorol ne se fait que par bateau, gratuit, faisant le trajet entre Koror et l’État une fois tous les deux mois. Des bateaux de pêche ou de recherche s'y rendent occasionnellement et peuvent permettre le transport. 
Dans l’État, il n'y a pas de voitures, et les déplacements se font à pied.

## Économie

### Activités économiques
En 2004, sur les 68 habitants ayant plus de 16 ans, 16 cultivaient des terres, 12 pratiquaient la pêche, 10 étaient éleveurs et quatre étaient artisans.
Les îles de l’État étaient, durant la période japonaise, exploitée pour extraire du phosphate,.

### Ressources alimentaires
Les ressources de l'île repose principalement sur la pêche, les fruits et les racines. Les ressources marines comprennent notamment les poissons coralliens, les tortues et les grands bancs de poissons. Les fruits sont principalement la noix de coco, la banane et le fruit à pain. Enfin, les racines sont notamment les ignames, le taro géant (moruye) et l'arrow-root de Tahiti.

## Culture et patrimoine

### Langues
Les langues parlées dans l’État sont le sonsorolais, une langue chuuk locale, et le paluan. Toutefois, l'anglais et le sonsorolais sont les seules langues officielles et ont une valeur égale, toutefois, si un conflit existe dans l'interprétation droit, l'anglais a la primauté.

### Drapeau

Drapeau de l’État.

Les quatre étoiles du drapeau symbolisent les îles de l’État. Elles forment la Croix du Sud, utilisée pour la navigation. Le bateau représente le moyen de transport traditionnel des Sonsorolais et la façon dont leurs ancêtres sont venus sur l'île. Le bleu représente l'océan et le blanc la paix.

### Musique
Le premier album de musique de l’État de Sonsorol a été enregistré dans la municipalité de Dongosaro.